# 厄屈茲·穆罕默德帕夏
厄屈茲·穆罕默德帕夏（土耳其語：Öküz Mehmed Paşa，厄屈茲於土耳其語中意指「公牛」；？－1619年12月23日）也被稱為卡拉·穆罕默德帕夏（Kara Mehmed Pasha；意思是「黑色」），或者是庫爾基蘭·穆罕默德帕夏（Kul Kıran Mehmed Pasha；意為「奴隸兵粉碎者」），他是一名鄂圖曼帝國的政治家、行政官員和十七世紀初的軍事人物，其先後在1614年10月17日－1616年11月17日（艾哈迈德一世統治時期），與1619年1月18日－1619年12月23日（奥斯曼二世統治期間），兩度出任鄂圖曼帝國的大維齊爾。除此之外，他也在1607年－1611年間擔任埃及省的總督。而穆罕默德帕夏的其中一個綽號「奴隸兵粉碎者」，即是源自他在1600年代初期，成功粉碎埃及行省的兵變而得名。

## 出身背景
在出任政府的行政官員之前，穆罕默德帕夏早年為蘇丹侍衛隊中的一員，擔任過西拉赫達·阿迦的高階職位。由於他娶了蘇丹艾哈迈德一世與柯塞姆蘇丹所生的女兒，吉芙赫罕蘇丹公主為妻，因此擁有「達馬特」的頭銜。

## 埃及總督
穆罕默德帕夏在成為鄂圖曼帝國的大維齊爾以前，曾於1607年被任命為埃及總督，並一直任職至1611年為止。在1604年，即穆罕默德帕夏出任埃及總督的三年前，鄂圖曼帝國在埃及的前任總督馬克圖爾·哈只·易卜拉欣帕夏被自己軍隊中叛亂的西帕希士兵們殺害。這起事件在埃及地區造成近三年的動盪，而隨後繼任的兩名總督哈德姆·穆罕默德帕夏以及葉門里·哈桑帕夏亦無法完全平息混亂的局勢。
在穆罕默德帕夏上任後，他強悍的手腕與個性，使其得以成功鎮壓作亂的西帕希士兵，並廢除他們強加給埃及農村人民，非法課徵的圖爾巴（tulba）保護稅。穆罕默德帕夏在他首次登陸埃及的亞歷山卓後，便藉由造訪當地聖人的陵寢以及善待马穆鲁克軍人，同時下令修繕由馬穆魯克們興建的建築物等方式，順利贏得群眾對他的支持。隨後，穆罕默德帕夏開始著手處決那些放縱西帕希士兵徵收圖爾巴稅的官員，以此向眾人警告避免落入與那些被處決官員們同樣的命運。
於1609年2月，當叛亂士兵聚集在坦塔埃及最受歡迎的聖人艾哈邁德·巴達維之墓地時，緊張的局勢達到了頂峰，叛軍們發誓要抵抗穆罕默德帕夏所做的一切努力。之後，他們開始集結部隊和搶劫村莊以補給物資。而穆罕默德帕夏同樣也集結了他的軍隊，他手下的一些軍官則建議透過會談的方式來解決衝突，穆罕默德帕夏同意這項提議，並派遣穆夫提阿提帕馬克·穆罕默德·阿凡提（Altıparmak Mehmed Efendi）與一名軍官作為代表同叛軍進行談判。穆夫提建議叛亂的軍人們向「掌權者」屈服，但卻遭到他們的拒絕，談判破裂後穆罕默德帕夏開始動員他麾下的部隊清剿叛軍。
穆罕默德帕夏的部隊與叛軍在开罗以北的地區相遇，此時叛軍一方的士氣低落，最終輸掉了這場戰鬥，穆罕默德帕夏的軍隊約莫處決了250多名的叛軍，而其他的叛亂者後來則被放逐到也門省 。
在這次事件落幕後，穆罕默德帕夏因其降伏馬穆魯克以及其餘鄂圖曼帝國的叛亂士兵，而獲得「奴隸兵粉碎者」（Kul Kıran）的稱號。之後他繼續大力建設埃及當地的公共設施，並試圖改革埃及行省的財政和軍事結構組織，他將當地的贝伊數量縮減到12人，儘管這項革新措施日後被廢止。1611年，蘇丹將穆罕默德帕夏召回首都君士坦丁堡 。

## 大維齊爾
穆罕默德帕夏在他於1614年10月17日－1616年11月17日，以及1619年1月18日－1619年12月23日兩度擔任帝國首相大維齊爾的任職期間，大多被稱為卡拉·穆罕默德帕夏（Kara在土耳其語中意為「黑色」），而穆罕默德帕夏的另一個頭銜厄屈茲（Öküz在土耳其語中意為「公牛」）則是在其逝世後才被逐漸被如此稱呼（雖然幾乎能肯定穆罕默德帕夏在生前便以聽說過厄屈茲的綽號），該綽號的由來是因為穆罕默德帕夏的身材魁梧，有如公牛一般的強壯，以及其父親曾在君士坦丁堡的卡拉古穆雷克區，當過牛隻蹄鐵匠的緣故。而現今在歷史文獻中多以厄屈茲來稱呼穆罕默德帕夏，而非使用卡拉，卡拉可能係指穆罕默德帕夏皮膚或頭髮的顏色，又或者意喻他的勇氣和膽量。
在穆罕默德帕夏擔任大維齊爾的那段時間裡有段小插曲，即他曾率領僅僅47名的士兵突襲維也納城，且沒有告知位在鄂圖曼帝國首都的蘇丹或是其他的政府當局，最終該次軍事行動以完全失敗而告終，穆罕默德帕夏本人亦差點於進攻中喪生。部分歷史學家認為，穆罕默德帕夏的進軍是鄂圖曼帝國歷史上三次針對維也納發起的戰爭之一，另外兩場維也納戰役更廣為人知，分別是蘇丹蘇萊曼一世於1529年首次率軍包圍了維也納，以及日後由另一名大維齊爾卡拉·穆斯塔法帕夏在1683年發動的维也纳之战。

## 艾登州總督

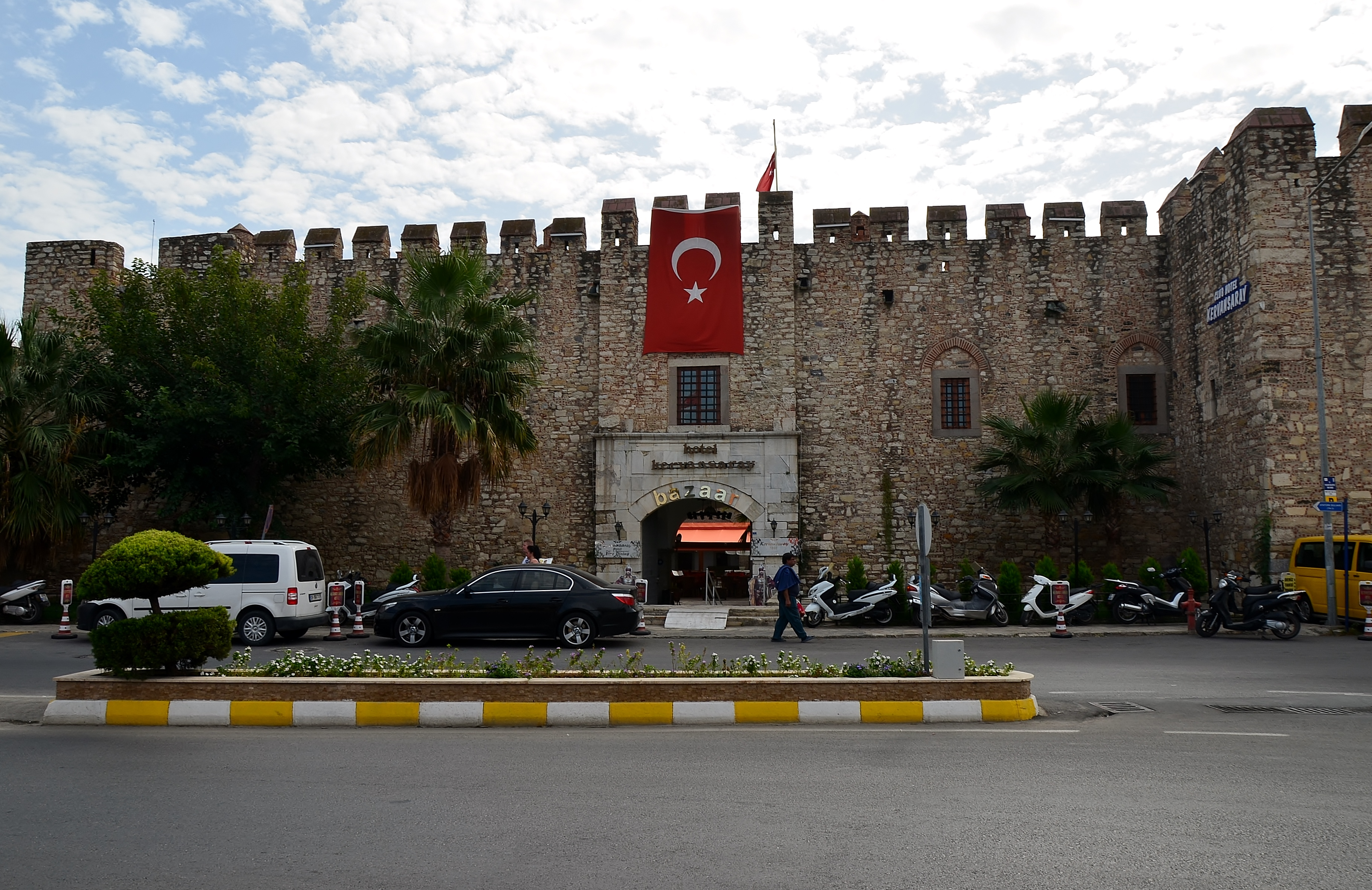
庫沙達瑟的厄屈茲·穆罕默德帕夏驛站

穆罕默德帕夏在他擔任大維齊爾的兩個任期之間，被調任為艾登州的總督（當時艾登州的範圍，涵括了西安納托利亞的大部分地區），他於艾登州任內最為著名的事蹟是在庫沙達瑟港口建造了一座商隊驛站，以期能促進當地的國際貿易（隨著時間的推移，欧洲的商人們偏愛在伊兹密尔港口進行商業活動），該座驛站以穆罕默德帕夏的名字命名為厄屈茲·穆罕默德帕夏驛站，時至今日，位於庫沙達瑟的商隊驛站已被改建為豪華酒店與購物中心。除此之外，穆罕默德帕夏在他率軍前去與波斯薩非王朝作戰的鄂圖曼－薩非戰爭途中，於烏盧克什拉地區另建造了一座堅固的商隊驛站，而最終，該場戰爭以鄂圖曼帝國決定性的失敗收場。

## 逝世
1619年，穆罕默德帕夏在他的辦公室內，被一名年輕的耶尼切里士兵勒死。